# Immunité humorale
L'immunité humorale, ou immunité à médiation humorale, est l'immunité adaptative par production d'anticorps.

## Étapes
Cette réponse immunitaire se compose de quatre grandes étapes : la reconnaissance de l'antigène et une sélection clonale, la prolifération clonale, la différenciation des lymphocytes B en plasmocytes et la formation de complexe immun pour neutraliser l'antigène.
- Reconnaissance de l'antigène et sélection clonale : le lymphocyte B étant capable de reconnaître la molécule étrangère sera sélectionné et cette sélection va provoquer l'activation des lymphocytes B.
- activation des lymphocytes B : le lymphocyte B sélectionné va subir des mitoses successives et on aura alors des clones qui auront tous le même anticorps membranaire.
- Différenciation des lymphocytes B : une partie des lymphocytes B va se transformer en plasmocytes (cellules sécrétrices d'anticorps ayant une courte durée de vie) et l'autre partie se transformera en lymphocytes B de mémoire.
- neutralisation d'antigène : les anticorps synthétisés par les plasmocytes vont être libérés dans les liquides extra-cellulaires et vont se lier aux antigènes qui ont induit leur production. Un complexe immun est l'ensemble anticorps/antigène et celui-ci sera éliminé par phagocytose.

## Lymphocyte humoral
Les anticorps ou immunoglobulines sont des protéines qui circulent dans le plasma. Ils sont élaborés par un type de lymphocytes, les lymphocytes B, en présence d'un antigène, dans les ganglions lymphatiques ou la rate. Les lymphocytes B se forment dans la moelle rouge des os, où ils subissent une évolution complexe leur donnant leurs propriétés immunitaires. Venus à maturité, ils émigrent vers les ganglions lymphatiques.

## Éducation immunitaire individuelle
La fonction première du système immunitaire est d'adapter la défense immunitaire aux variations de notre environnement et aux adaptations de nos parasites et pathogènes. L'immunité est « éduquée » par son histoire et est douée d'une certaine mémoire (ce qui permet la vaccination).
Une récente (2015) étude basée sur la comparaison de la santé de « faux » et « vrais jumeaux » (210 vrais-jumeaux et faux-jumeaux de 8 à 82 ans, suivis pour plus de 200 paramètres de leur système immunitaire, ce qui est une première en termes de nombre de paramètres d'intérêt immunologiques), a confirmé qu'après notre naissance, l'environnement a bien plus d'effets que nos gènes sur le fonctionnement et l'efficacité de notre immunité, notamment via l'exposition antérieure de l'organisme à des agents pathogènes (et/ou à des vaccins). 

Les moteurs des variations interindividuelles ou observées entre les vrais jumeaux ne sont pas encore finement compris, mais on sait que les gènes jouent aussi un rôle dans l'immunité, on sait pourquoi et comment les vaccins fonctionnent et que les mesures d'hygiène adoptée par l'individu ou les groupes humains ont une importance. Cette étude a montré que les systèmes immunitaires des « vrais jumeaux » diffèrent trop pour que cette variation puisse être expliquée par la seule génétique individuelle. 
En effet, les résultats montrent que l'environnement a éclipsé ou dominé l'héritage génétique pour l'explication des trois quarts des paramètres mesurés et pour la moitié, aucune influence génétique ne semblait mesurable. À partir de la naissance, les systèmes immunitaires des vrais jumeaux commencent à diverger et divergent de plus en plus au fur et à mesure du temps. L'influence génétique dans les réponses des jumeaux à la vaccination  anti-grippale a aussi été étudiée. Là aussi les réactions (production d'anticorps) montrent que les traits génétiques ont moins d'importance que l'éducation immunitaire de chaque individu : la génétique semblent n'avoir presque pas d'influence en ce qui concerne les variations de réponse, qui seraient donc vraisemblablement environnementales (dans ce cas liées à des contacts précédents avec diverses souches du virus de la grippe. Cette même étude s'est aussi intéressée aux réactions immunitaires individuelles face au cytomégalovirus, qui sommeille dans une fraction importante de la population humaine (ne causant que de rarement des symptômes). Là encore, les niveaux d'infection et de réaction diffèrent chez les vrais jumeaux.

## Rôle des lymphocytes B et T
Lymphocytes T : leur rôle est essentiel dans le système immunitaire puisqu'ils éliminent les agents pathogènes considérés comme « dangereux » pour l'organisme. En revanche, ils n'interviennent pas en première ligne mais dans un second temps, une fois activés. Ils ont aussi une mémoire leur permettant de se souvenir des caractéristiques de l'agresseur (agent infectieux et/ou cellule tumorale) pour permettre un redéploiement et une attaque plus rapide, plus forte et plus durable.
Lymphocytes B : une fois l'interaction avec l'antigène spécifique accomplie, les cellules B sont activées et se divisent en cellules mémoire ou en plasmocyte, une cellule spécialisée dans la fabrication et la sécrétion d'anticorps circulants. Dans certains cas, ce sont les lymphocytes T qui activent et transforment les lymphocytes B. Les anticorps combattent alors l'agent pathogène en se fixant directement sur l'antigène de la cellule et en empêchant le virus ou la bactérie par exemple, de la contaminer. Ils ont aussi la capacité de se lier directement au pathogène pour le détruire ou se lier ou activer les macrophages et lymphocytes NK pour être plus efficaces.